# Resolutie 184 Veiligheidsraad Verenigde Naties
Resolutie 184 van de Veiligheidsraad van de Verenigde Naties was de eerste van twee resoluties die op 16 december 1963 door de VN-Veiligheidsraad werden aangenomen. Deze resolutie werd unaniem aangenomen.

## Inhoud
De Veiligheidsraad had de aanvraag van het Sultanaat Zanzibar voor lidmaatschap van de Verenigde Naties bestudeerd, en beval de Algemene Vergadering aan om Zanzibar het VN-lidmaatschap toe te kennen.

## Verwante resoluties
- Resolutie 176 Veiligheidsraad Verenigde Naties (Algerije)
- Resolutie 177 Veiligheidsraad Verenigde Naties (Oeganda)
- Resolutie 185 Veiligheidsraad Verenigde Naties (Kenia)
- Resolutie 195 Veiligheidsraad Verenigde Naties (Malawi)

Lijst ·  178 ·  179 ·  180 ·  181 ·  182 ·  183 ·  184 ·  185